# Friedrich Gulda

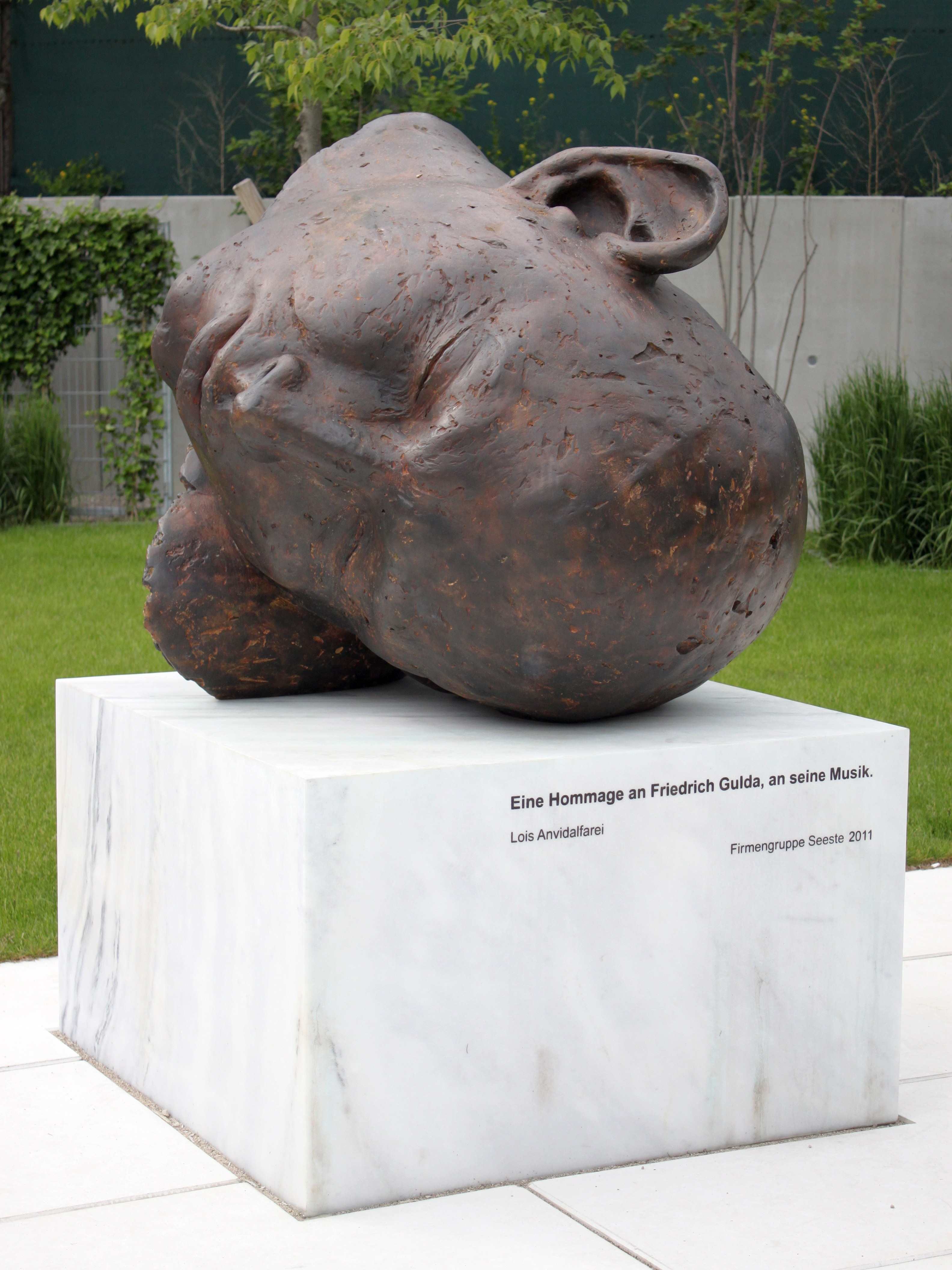
Esta es una foto de arte público indexada en un catálogo de arte público de Viena (Austria) bajo el número: 76876

Friedrich Gulda (Viena, 16 de mayo de 1930 - Steinbach am Attersee, Austria, 27 de enero de 2000) fue un pianista austríaco que destacó en la interpretación de música clásica y jazz.

## Biografía
Friedrich Gulda nació en Viena hijo de un profesor. Comenzó a aprender piano en la academia de Felix Pazofsky a la edad de siete años. En 1942 ingresó en la Academia Musical de Viena, donde estudió piano y teoría musical con Bruno Seidlhofer y Joseph Marx.
Ganó su primer premio en el Concurso Internacional de Ginebra, en 1946. Al principio, el pianista belga Lode Backx (1922) era el preferido, pero la decisión final del jurado declaró ganador a Gulda. Uno de los jueces, Eileen Joyce, que favorecía a Backx, se enfureció y causó un incidente menor insinuando que los que habían votado por Gulda "habían sido sobornados" por los representantes de éste. Luego, Friedrich Gulda comenzó a viajar a través del mundo para mostrar su música. Junto a Jörg Demus y Paul Badura-Skoda, formó lo que se llamó "la troika vienesa".
Aunque fue conocido principalmente por sus interpretaciones de Beethoven y las suites de Georg Friedrich Haendel, Gulda también interpretó música de Bach, Mozart, Schubert, Chopin, Schumann, Debussy y Ravel.
En 1950 – con 20 años de edad- se presentó en el Carnegie Hall de Nueva York con gran éxito. Ya entonces estaba capacitado para presentar en público la versión integral de las 32 sonatas de Beethoven. En este aspecto, Gulda recomendaba ser muy cuidadoso con las interpretaciones de las sonatas de Beethoven. Por ejemplo, destacaba que las indicaciones de Beethoven con respecto al uso del pedal no podían ser tomadas en cuenta actualmente. Lo fundamentaba en que en la época de Beethoven comenzaba a usarse este recurso mecánico y que su reverberación era inferior a los días actuales. También aclaraba que no existía problema alguno en interpretar estas sonatas, de acuerdo a como fueron apareciendo, en orden cronológico. Ello se debe a que cada una de ellas tiene su propio mundo, sus propias características, e incluso Beethoven le quiso poner un nombre a cada una de ellas.
Gulda fue además un excelente intérprete de la música de Mozart y también creador de excelentes “cadencias” para los conciertos para piano y orquesta de Mozart. Tuvo el privilegio de haber orientado de manera muy significativa a Martha Argerich. En ese sentido esta gran pianista ha expresado su admiración por él, especialmente por su personalidad “poco convencional”.
En la década de 1950 se interesó por el jazz y empezó a interpretarlo con músicos vieneses, como, por ejemplo, Alexander Jenner, además de escribir obras originales y fragmentos instrumentales, combinando jazz con música clásica en sus conciertos. Gulda dio conciertos en los cuales el auditorio presente no sabía qué era lo que iba a escuchar: Gulda decidía prácticamente en el momento de sentarse al piano si tocaba una sonata de Mozart o alguna composición suya basada en un tema de jazz o ambas cosas. Incluso llegó tocar para la televisión completamente desnudo,  pero se le toleraban las excentricidades porque era un excelente pianista.
Entre 1986 y 1989 dio varios conciertos con Joe Zawinul.
Gulda compuso obras como Variations on The Doors o Light My Fire y As You Like It, 1970. Gulda es considerado uno de los pianistas más importantes del siglo XX. Entre sus alumnos se encuentran intérpretes como Martha Argerich o Claudio Abbado.
Expresó el deseo de morir el mismo día que nació uno de sus más grandes ídolos, Wolfgang Amadeus Mozart, y así fueː falleció el 27 de enero de 2000, a la edad de 69 años, debido a un paro cardiovascular. Gulda está enterrado en el cementerio de Steinbach am Attersee, Austria.

### Vida personal
Gulda se casó dos veces: primero con la actriz Paola Loew (1956–1966), con quien tuvo dos hijos, David Wolfgang y Paul, y luego con Yuko Wakiyama (1967–1973), con quien tuvo otro hijo, Rico. Tanto Paul como Rico se convirtieron en pianistas consumados. En 1975, Gulda inició una relación con la cantante de oratorio Ursula Anders, que duró hasta su fallecimiento.

## Condecoraciones y premios
- 1959: Condecoración Austriaca de las Ciencias y las Artes[7]
- 1989: Anillo Honorario de Viena